# Fritz Lenig
Friedrich Maria Lenig (* 24. April 1905 in Gelsenkirchen; † 28. März 1955; bis 1946 Friedrich Moritz Levisohn) war ein zunächst deutscher, später staatenloser und schließlich niederländischer Arzt, Unternehmer und Fußballfunktionär.

## Leben
Friedrich Moritz Levisohn wurde als Sohn des jüdischen, in Gelsenkirchen niedergelassenen Arztes Arthur Levisohn und seiner Ehefrau Rosa Bloch 1905 geboren. Levisohn studierte Medizin und Geschichte und übernahm nach der Promotion an der Universität Heidelberg die Praxis seines Vaters. Darüber hinaus war er Geschäftsführer des Armaturen- und Metallgussherstellers Seppelfricke; an diesem Unternehmen war er auch finanziell beteiligt.
Das Ehepaar Levisohn trat der katholischen Kirche bei; er selbst bezeichnete sich später als „Halbjuden katholischen Bekenntnisses“. 1938 wurde ihm die Kassenzulassung entzogen; er praktizierte fortan im jüdischen Gemeindehaus, dessen Einrichtung während der Novemberpogrome 1938 verbrannte.
Anfang Januar 1939 flüchtete Levisohn in die Niederlande, wohin ihm seine Frau und sein Sohn ein halbes Jahr später folgten. In Wageningen wurde er mit Erlaubnis der niederländischen Regierung und mit Hilfe der Familie Seppelfricke unter dem Pseudonym Dr. F.M. van Dijk Direktor und Hauptaktionär einer Metallwarenfabrik. Nach der deutschen Besetzung lebte er mit Hilfe des niederländischen Widerstand im gelderländischen Ede unter dem Namen Dr. Frederik Maria van Rijn. Er engagierte sich fortan selbst in der Widerstandsbewegung, wofür er nach dem Krieg ein Anerkennungsschreiben des niederländischen Befehlshabers der Streitkräfte und späteren Prinzgemahls Bernhard sowie 1948 den Teilnehmerorden an der Niederländischen Widerstandsbewegung erhielt. 1942 wurde er im Durchgangslager Amersfoort inhaftiert, konnte jedoch flüchten. 1944 betätigte er sich als Arzt unter den britischen Luftlandetruppen in den Niederlanden. Während der gesamten Kriegsjahre wurde er nach eigenen Angaben von Alois Seppelfricke finanziell unterstützt.
Nach dem Krieg kehrte Levisohn in seine Heimat zurück und nahm noch 1945 seine Tätigkeiten als Arzt und als Geschäftsführer der Metallwerke Seppelfricke wieder auf. Aufgrund seiner Flucht galt er nach dem Krieg als staatenlos; im April 1950 nahm er die niederländische Staatsbürgerschaft an. Auf seinen Antrag wurde sein Nachname per Kabinettsbeschluss der Landesregierung des neu gegründeten Bundeslandes Nordrhein-Westfalen im November 1946 von Levisohn in Lenig geändert.
Lenig engagierte sich in der Vereinigung der Verfolgten des Naziregimes, gab eine Monatszeitschrift für Philatelisten namens Merkur heraus und war im Vorstand der Borkenberge-Gesellschaft. Bereits am 25. Mai 1946 war er, noch mit dem Namen Levisohn, 1. Vorsitzender des FC Schalke 04 geworden. Er übte dies Amt bis zum 22. Februar 1947 aus; sein Nachfolger wurde Josef Wietfeld.